# Luftverkehrsgesellschaft
La Luftverkehrsgesellschaft m.b.H., meglio conosciuta con la sua sigla LVG, fu un'azienda aeronautica dell'impero tedesco attiva negli anni dieci del XX secolo.

## Storia
L'azienda fu fondata nel 1908 nel quartiere berlinese di Johannisthal dove si trovava anche il Motorflugplatz Johannisthal-Adlershof, uno dei primi aeroporti della Germania. Inizialmente si dedicò ai voli per passeggeri ed ai voli pubblicitari, l'attività si svolgeva tramite degli aerostati Parseval.
A partire dal 1911 la LVG si dedicò anche alla costruzione di velivoli. Nel 1912 entrò in azienda Franz Schneider, ingegnere di origine svizzera che nel 1913 inventò il meccanismo di sincronizzazione fra motore e mitragliatrice che, a partire dal 1915, rivoluzionò la guerra aerea nella prima guerra mondiale. Il meccanismo venne installato per la prima volta nel modello LVG E.I che però non entrò mai in servizio. Tra i giovani ingegneri che costituivano l'ufficio di progettazione vi era anche Ernst Heinkel.
Schneider curò lo sviluppo di due tra i più significativi modelli prodotti dall'azienda, i ricognitori biposto armati LVG C.I ed LVG C.II in servizio nei reparti da ricognizione ed osservazione aerea (Flieger Abteilung, abbreviato Fl. Abt.) della Luftstreitkräfte, la componente aerea del Deutsches Heer (l'esercito imperiale tedesco). La collaborazione però si interruppe dopo che il successivo LVG C.IV ed i suoi sviluppi non avviati alla produzione in serie, si rivelarono progetti gravati profondi problemi strutturali e di scelta motoristica.
Al suo posto venne assunto il Dipl. Ing. Wilhelm "Willy" Sabersky-Müssigbrodt proveniente dalla Pfalz-Flugzeugwerke GmbH, società che aveva contribuito a costituire dopo che questa gli preferì Rudolph Gehringer nell'incarico di capo progettista. Anche Sabersky-Müssigbrodt sviluppò, tra gli altri, due fondamentali modelli prodotti dalla LVG, i ricognitori biposto LVG C.V ed il derivato LVG C.VI. Il primo risulterà essere il modello costruito in maggior numero tra quelli prodotti dall'azienda in tutto l'arco della sua esistenza, ed uno dei migliori C-Typ, assieme a DFW C.V e Rumpler C.IV, a disposizione della forza aerea tedesca durante il conflitto.
Fino al 1918 la LVG costruì soprattutto aerei biposto da addestramento e da ricognizione tra i quali il modello LVG B.I, primo biposto tedesco ad essere utilizzato al fronte. e il modello LVG C.VI prodotto in oltre 1 000 esemplari.
Durante la prima guerra mondiale LVG produsse 5 640 aerei, dopo la Albatros fu il secondo produttore di aerei tedesco.

## Produzione
- LVG B.I - aereo da ricognizione biposto in tandem, successivamente relegato al ruolo di aereo da addestramento
- LVG B.II - aereo da ricognizione, successivamente da addestramento
- LVG B.III - aereo da addestramento
- LVG C.I - primo della serie C-Typ, ricognitore biposto armato con una mitragliatrice difensiva posteriore
- LVG C.II - aereo da ricognizione
- LVG C.III - aereo da ricognizione
- LVG C.IV - aereo da ricognizione
- LVG C.V - aereo da ricognizione
- LVG C.VI - aereo da ricognizione prodotto in oltre 1 000 esemplari
- LVG C.VIII - solo prototipo
- LVG C.IX - prototipo non completato
- LVG C.VIII - solo prototipo
- LVG D 10
- LVG D.II - solo prototipo
- LVG D.III - solo prototipo
- LVG D.IV - solo prototipo
- LVG D.V - solo prototipo
- LVG D.VI - solo prototipo
- LVG E.I - caccia monoplano sperimentale dotato di due mitragliatrici
- LVG G.I - bombardiere
- LVG G.II - triplano
- LVG G.III - triplano (prodotto su licenza come Schütte-Lanz G.V)

### Produzione su licenza
- Albatros B.II
- Albatros C.II
- Gotha G.IV
- Sablatnig SF 5